# Amtsgericht Gerlachsheim

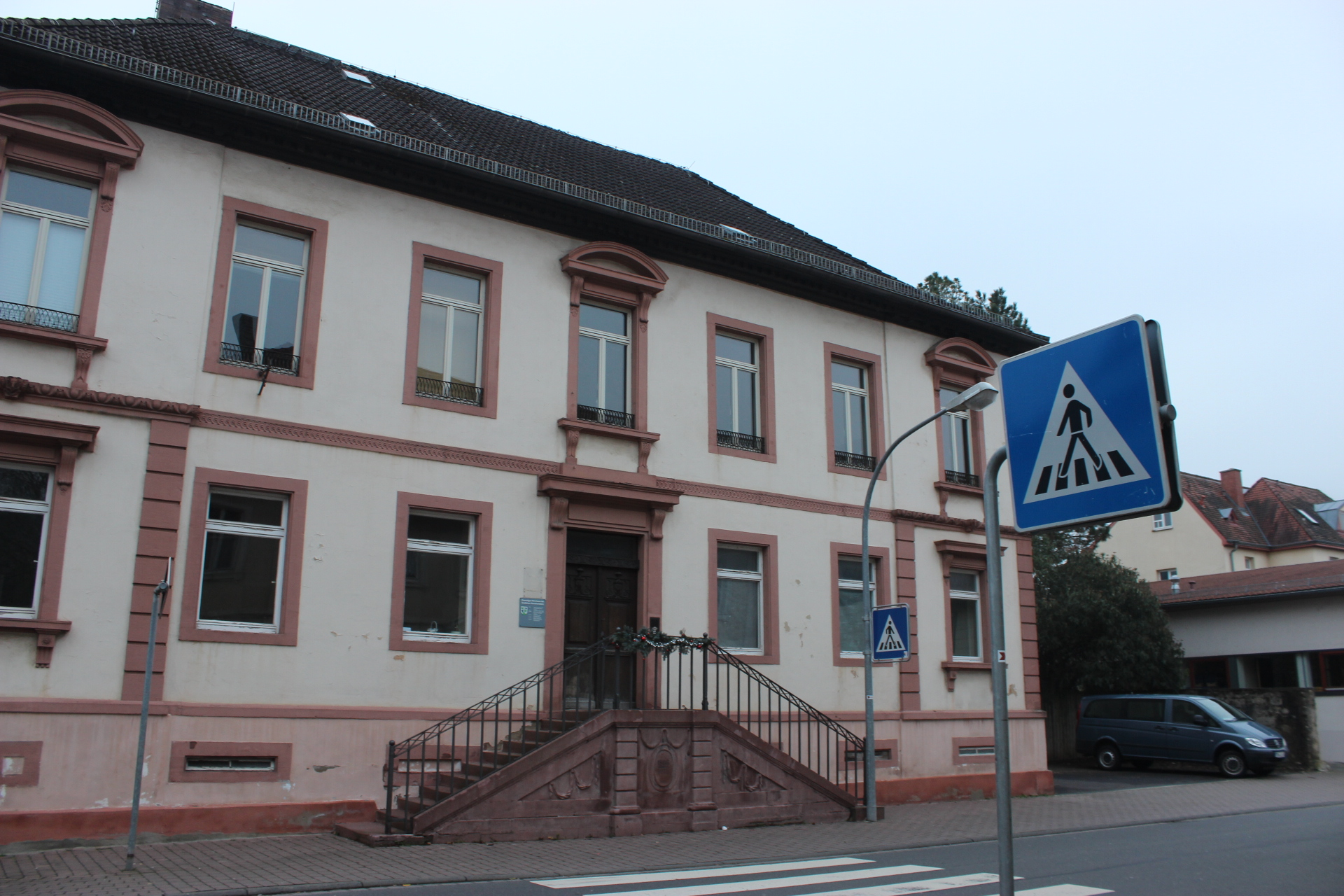
Im ehemaligen Wohnhaus des fürstlichen Domänenleiters wurde das Amtsgericht Gerlachsheim ab 1857 bis zu seiner Aufhebung untergebracht

Das Amtsgericht Gerlachsheim war ein Gericht der ordentlichen Gerichtsbarkeit in Gerlachsheim im Großherzogtum Baden im Bezirk zunächst des Hofgerichts des Unterrheinkreises, später des Kreisgerichts Mosbach.

## Geschichte
Das Amtsgericht Gerlachsheim wurde im Jahr 1857 im Rahmen der Trennung von Rechtsprechung und Verwaltung in Baden während der staatlichen Neuorganisation nach der Revolution 1848/49 gegründet. Dem Gericht war das Hofgericht des Unterrheinkreises in Mannheim übergeordnet. Im Jahre 1864 nahm das Kreisgericht Mosbach die Stellung des übergeordneten Gerichts ein.
Das Gerlachsheimer Amtsgericht wurde im bereits 1806 erbauten ehemaligen Wohnhaus des fürstlichen Domänenleiters bis zu seiner Aufhebung untergebracht. Bereits 1872, nur 15 Jahre nach seiner Gründung, wurde das Amtsgericht Gerlachsheim wieder aufgehoben und das Amtsgericht Tauberbischofsheim übernahm dessen Bezirk. Im Jahre 1930 wurde auch das Notariat Gerlachsheim aufgelöst und das Notariat Tauberbischofsheim übernahm dessen Tätigkeiten.